# Oskar Simon (Mediziner)
Oskar Simon (* 2. Januar 1845 in Berlin; † 2. März 1882 in Breslau) war ein deutscher Dermatologe.

## Leben
Simon wuchs als Sohn eines Buchhändlers, der 1856 starb, in Berlin auf, wo er nach dem Besuch des Gymnasiums auch sein Medizinstudium absolvierte. Nach dem Staatsexamen und der Promotion (Thema: „Die Selbstwendung der Frucht“) leistete ab 1868 seinen einjährigen Militärdienst ab und nahm 1870/71 im Deutsch-Französischen Krieg als Unterarzt teil.
1871 bis 1873 hielt Simon sich in Wien auf, wo er bei Ferdinand von Hebra, dem Begründer der modernen Dermatologie, seine Ausbildung zum Facharzt erhielt. Im Anschluss daran kehrte er nach Berlin zurück, wo er mit einer Arbeit „Über die Localisation der Hautkrankheiten“ zum Privatdozenten habilitierte.
1876 heiratete er eine Verwandte aus Hamburg, und im selben Jahr machte sich auch sein Magenleiden bemerkbar, das vermutlich tuberkulösen Ursprungs war und zu seinem frühen Tode führte.
1878 wurde Simon nach Breslau als Vakanzvertretung auf den Lehrstuhl für Dermatologie und Syphilis der Universität in Breslau berufen und gleichzeitig mit dem Aufbau und der Einrichtung einer Klinik für Hautkrankheiten und Syphilis im Allerheiligenhospital betraut. Sein Assistent dabei war Albert Neisser.
Im Sommer 1881 hielt er sich aus gesundheitlichen Gründen in England auf, wo er in die von Lucius Duncan Bulkley begründete Kommission zur Revision der Systematik und Nomenklatur der Dermatosen gewählt wurde. Ein Todesfall in der Familie einer Frau machte die Rückkehr nach Deutschland notwendig. Zurück in Breslau verschlechterte sich Simons Gesundheitszustand; er hielt noch bis zum 29. November seine Vorlesungen, danach wurde er bettlägerig. Eine scheinbare Besserung seines Leidens nach seinem 37. Geburtstag war nicht von Dauer, und Simon verstarb Anfang März 1882. Die Beisetzung erfolgte auf dem Neuen Dorotheenstädtischen Friedhof an der Liesenstraße in Berlin. Das Grab ist nicht erhalten.

## Werke (Auswahl)
- 1872: Zur Anatomie des Xanthoma palpebrarum zusammen mit E. Geber.
- 1873: Die Localisation der Hautkrankheiten, histologisch und klinisch bearbeitet (Habilitation). Berlin, Hirschwald
- 1876: Über das Molluscum Contagiosum (Vortrag vor der Physilogoschen Gesellschaft zu Breslau, gehalten am 19. Mai)
- 1878: Über multiple cachektische Hautgangrän (Vortrag in der Gesellschaft für vaterländische Cultur in Breslau, gehalten am 20. September)
- 1879: Über Prurigo und die Behandlung derselben mit Pilocarpin (Vortrag in der Gesellschaft für vaterländische Cultur in Breslau, gehalten am 25. Juli)
- 1879: Über die Einführung der animalen Vaccine (Vortrag in der Gesellschaft für vaterländische Cultur in Breslau, gehalten am 17. Oktober)
- 1881: Über Maculae coeruleae (Taches ombrées, taches bleues). Vortrag mit Krankenvorstellung (gehalten in der medizinischen Section der Gesellschaft für vaterländische Cultur in Breslau, gehalten am 29. April)
- 1881: Über Balanopostho-Mykosis (Vortrag auf dem internationalen medizinischen Congress in London)
- Beiträge zu Albert Eulenburgs Real-Encyclopädie der gesammten Heilkunde. Erste Auflage.
  - Band 7 (1881) (Digitalisat), S. 129–130: Impetigo; S. 130–131: Impetigo contagiosa; S. 131–132: Impetigo herpetiformis
  - Band 9 (1881) (Digitalisat), S. 198–202: Molluscum; S. 412–416: Naevus